# تعطيل الجينات المشروط
تعطيل المورثة المشروط(بالإنجليزية: Conditional gene knockout) هي تقنية جديدة نسبيا، وهي فرع من تقنية تعطيل المورثة مع فارق أن الجين المحدد يتم التخلص منه من عضو واحد في الجسم بدلا من الجسم كله حسب ما تستلزم تقنية تعطيل المورثة المشروط. وبالتالي هذا يسمح باجراء المزيد من التجارب المتطورة أكثر من دراسات تعطيل المورثة التقليدية، وبالتالي أكثر فائدة وعملية في نهجها. هناك العديد من المزايا التي تمنحها هذه التقنية زيادة على النوع التقليدي في أن هذه الفئران المعدلة وراثيا ليست فقط قادرة على البقاء على قيد الحياة فترة أطول ولكن أيضا في أن هذا الأسلوب عموما هو أكثر نظافة ودقة علمية. التقنية الأكثر استخداما لتعطيل المورثة المشروط هو نظام تأشيب كري-لوكس (بالإنجليزية: Cre-Lox Recombination). ومن المعروف أن كري ريكومباينيز (بالإنجليزية: Cre recombinase) يمكن التعبير عنه فقط في القليل من أنواع الخلايا المستهدفة وبالتالي فإن الباحث سيكون قادرا عادة على أن يقرر بالضبط أين الجين في المسألة ليتم تعطيله مما يسمح لدرجة أكبر من الحرية والدقة العلمية.

## أحدث التقنيات
فريق من الباحثين من المركز الطبي الجنوبي الغربي في جامعة تكساس نجح في تعطيل جين محدد في مخ فأر يعتقد أنه يشارك في بداية داء ألزهايمر(بالإنجليزية: Alzheimer's disease) الذي يرمز للإنزيم بكاينيسات سيكلين التابعة 5 (Cdk5) (بالإنجليزية: cyclin-dependent kinase 5 (Cdk5)). تم إنشاء هذه الفئران المهندسة وراثيا لتكون أكثر 'ذكاء' من الفئران العادية ولتكون قادرة على التعامل مع المهام المعقدة بذكاء أكثر مقارنة مع الفئران «الطبيعية» التي ولدت في المختبر.